# التعليم في العراق
تدار عملية التعليم في العراق عبر وزارة التربية العراقية. وحسب تقرير اليونسكو، فإن العراق في فترة ماقبل حرب الخليج الثانية عام 1991 ميلادية كان يمتلك نظاما تعليميا يعتبر من أفضل أنظمة التعليم في المنطقة. كذلك كانت نسبة القادرين على القراءة والكتابة في فترة السبعينات والثمانينات من القرن العشرين عالية، إذ كادت الحكومة في ذلك الوقت أن تقضي على الأمية تماما من خلال إنشاء حملات مَحو الأمية. لكن التعليم عانى الكثير بسبب ما تعرضه العراق من حروب وحصار وانعدامية في الأمن، حيث وصلت نسبة الأمية حاليا إلى مستويات غير مسبوقة في تاريخ التعليم الحديث في العراق. وتحاول الحكومة العراقية الحالية تدارك هذه الأزمة، بعد أن خصصت 10% للتعليم من ميزانيتها السنوية.

## تاريخ التعليم في العراق
أنشئ نظام التعليم في العراق في عام 1921، وشمل كل المسارات العامة والخاصة.وفي 1960 كانت كتب الدراسة توزع مجاناً لطلبة الابتدائية، وتوزع مجاناً 60% من كتب الدراسة الثانوية للطلبة الفقراء، وتباع الكتب لغيرهم بسعر التكليف وفي أوائل السبعينات، أصبح التعليم عاماً ومجانياً على جميع المستويات وإلزامياً في المرحلة الابتدائية.
التعليم في العراق تنظمه وزارتين: وزارة التربية والتعليم وزارة التربية ووزارة التعليم العالي والبحث العلمي MOHSR.حيث أن وزارة التربية والتعليم هي المسؤولة عن تعليم الروضة والتعليم الابتدائي والثانوي والمهني، في حين أن وزارة التعليم العالي والبحث العلمي (MOHSR) هي المسؤوله عن التعليم العالي ومراكز البحوث.
- السنوات الذهبية:- 1970 - 1984
- كان نظام التعليم في العراق واحد من أفضل النظم في المنطقة خلال هذه الفترة من الزمن [7]، وأشيد به من قبل منظمات وانظمه. بحلول عام 1984، تحققت إنجازات كبيرة، والتي تشمل ولكنها لا تقتصر على:-

• ارتفاع معدلات الالتحاق الإجمالية أكثر من 100 ٪• المساواة بين الجنسين في معدلات الالتحاق الكامل تقريبا
• انخفضت نسبة الأمية بين الفئة العمرية 15-45 إلى أقل من 10 ٪
• والتسرب / التكرار معدلات أدنى المعدلات في منطقة الشرق الأوسط المنطقة
• بلغ الإنفاق في مجال التعليم 6 ٪ من الناتج القومي الإجمالي و20 ٪ من ميزانية الحكومة العراقية مجموع
• ~ وكان متوسط الإنفاق الحكومي على التعليم للطالب الواحد 620 $
- ظروف السنوات:- 1984-1989

شهد النصف الثاني من ثمانينيات القرن الماضي 1980s انخفاض الإنفاق على التعليم الناجمة عن الحرب مع إيران، الأمر الذي أدى بدوره إلى تحويل الكثير من الموارد العامة تجاه الإنفاق العسكري. بطبيعة الحال، أدى ذلك إلى انخفاض حاد في الإنفاق الاجتماعي العام. مع هذا، عانت ميزانية التعليم من عجز، والتي استمرت في النمو مع مرور السنين. حيث لم تتواجد خطة إستراتيجية لمعالجة هذه القضايا في ذلك الوقت.
- في سنوات الأزمة\الحصار الاقتصادي:- 1990-2003

علاوة على ذلك، فإن 1990s الناجمة عن حرب الخليج الأولى والعقوبات الاقتصادية التي استمرت لمدة 13 سنة تسببت في إضعاف المؤسسات التعليمية في العراق. بعض من نتائج الحصار الاقتصادي لإضعاف النظام شملت على سبيل المثال لا الحصر ما يلي:
• حصة التعليم في الناتج القومي الإجمالي انخفضت إلى النصف تقريبا، ويستريح عند 3.3 ٪ في عام 2003

• كما انخفض الدخل الإجمالي، حيث انخفضت الموارد المخصصة للتعليم

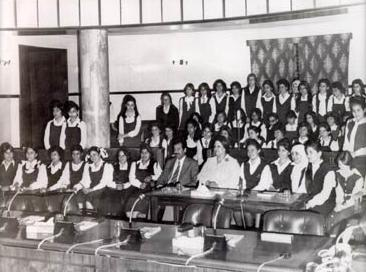
صدام حسين كان يشجع على محو الأمية وتعليم المرأة في السبعينيات

• انخفضت حصة التعليم لتصل إلى 8 ٪ فقط من مجموع ميزانية الحكومة
• انخفض الإنفاق الحكومي على تعليم الطالب الواحد من 620 $ في «السنوات الذهبية» إلى 47 دولارا
انخفضت رواتب المعلمين • من حيث القيمة الحقيقية، من $ 500-1000/month دولار في الفترة 2002-2003 5/month
• انخفض عدد الطلاب الإجمالي في التعليم الابتدائي إلى 90 ٪
• زيادة الفجوة بين الجنسين (ذكر 95 ٪ و80 ٪ إناث)
• بلغت نسبة التسرب 20 ٪ (31 ٪ إناث، ذكر 18 ٪)
• بلغ معدل تكرار هذا الرقم هو ضعف ما كان عليه في منطقة الشرق الأوسط، 15 ٪، و34 ٪ للمدارس الثانوية

## الهيكل الحالي والوضع ونطاق التعليم في العراق

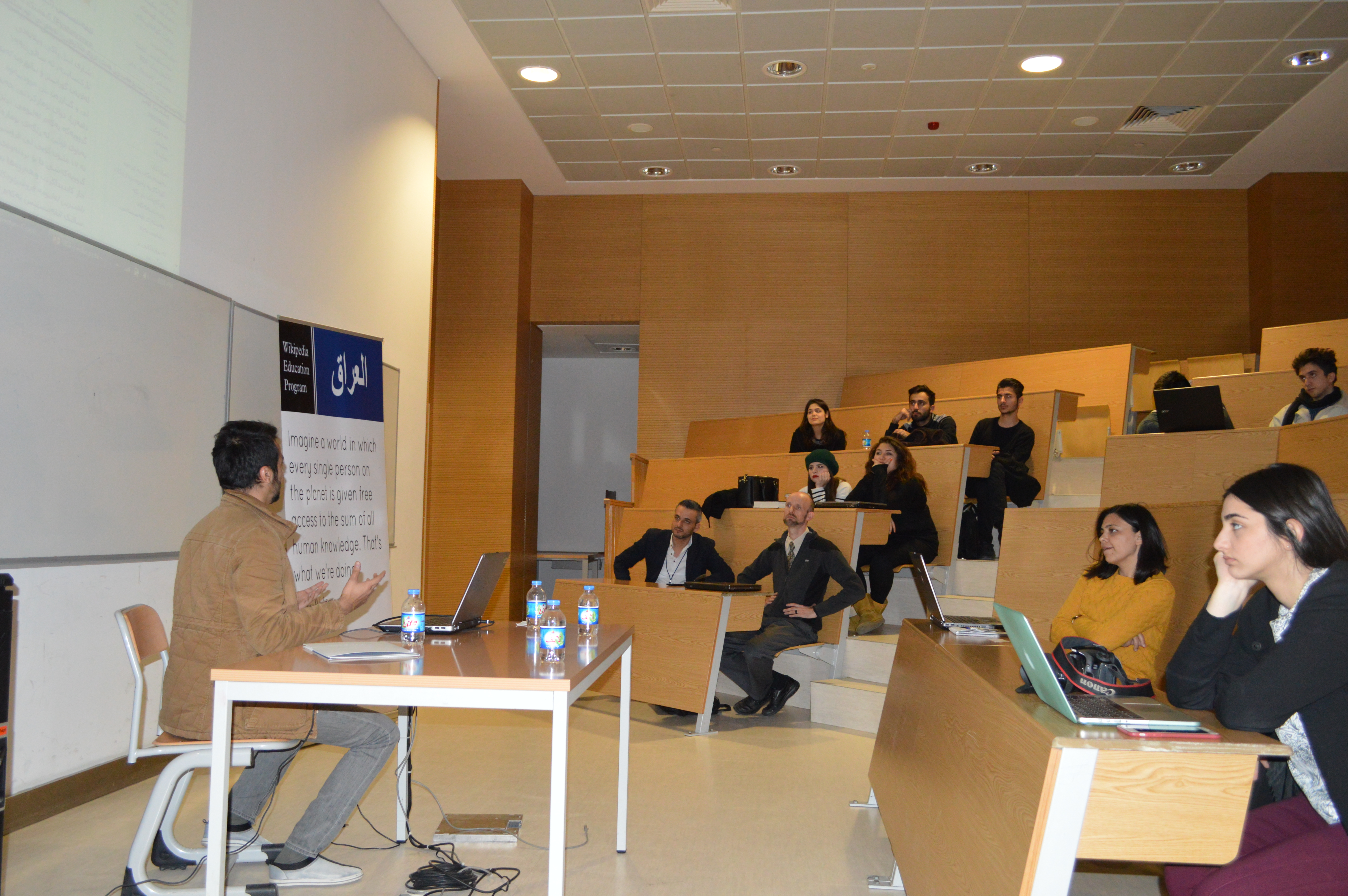
احد جامعات العراق

كان النظام التعليمي في العراق هو المتفق عليه عموما على أنه قبل عام 1990، كان واحد من أفضل النظم في المنطقة ولكن الوضع بدأ يتدهور بسرعة بسبب عدة حروب والعقوبات الاقتصادية التي فرضت على العراق.وفقا لتحليل اليونسكو في عام 2003 تفاقم النظام التعليمي في مركز / جنوب على الرغم من توفير الأساسيات من خلال برنامج النفط مقابل الغذاء... شمال العراق لم يعان بقدر كبير مثل باقي العراق بسبب برامج إعادة التأهيل وإعادة الإعمار المنظمة من خلال الأمم المتحدة وعدة وكالات.
منذ 2003 ظهرت المشاكل الرئيسية التي تعيق النظام، وتشمل: نقص الموارد، وتسييس النظام التربوي، والهجرة والتشرد الداخلي من المعلمين والطلاب، والتهديدات الأمنية، والفساد. والأمية على نطاق واسع مقارنة مع قبل، حيث أن نسبه الأميه 39 ٪ لسكان الريف. تقريبا 22 ٪ من السكان البالغين في العراق لم يلتحقوا بالمدرسة، و9 ٪ من المدارس الثانوية. حيث انخفضت نسبه المساواة بين الجنسين.

## نسبة القادرين على القراءة والكتابة
حسب اخر الإحصاءات الدولية، فإن نسبة القادرين على القراءة والكتابة بالبلد قد وصلت إلى أقل مستوياتها في تاريخ العراق الحديث، فبلغت في العقد الأخير ما يقارب 60%، حيث يعاني أكثر من 6 ملايين عراقي بالغ من الأمية التامة نتيجة للحروب التي اتت على البلاد والحصار الاقتصادي الذي دام أكثر من 13 عام. أما اليوم، فيبلغ معدل التعليم في البلاد 78.1% (المرتبة 12 عربيا).

## نظام التعليم
أغلب المدارس والجامعات حكومية ونادرا ماتتواجد مدارس خاصة وبعد 2003 انتشرت المدارس والجامعات الخاصة (الاهلية) بكثرة في جميع المحافظات العراقية وحققت قبولا متميزا من قبل الطلبة والحكومة
يعتبر نظام التعليم في العراق صارما للغاية حيث تمنع الغيابات دون أعذار ويمنع الهروب أثناء الدوام ومن يفعلها ذلك فإما أن يفصل من المدرسة أو يعاقب في اليوم التالي. يبدأ الدوام الساعة 8 صباحا حيث يتجمع الطلاب في ساحة المدرسة ويقوم المدير أو المديرة بالقاء خطبة صباحية يومية وبعدها تبدأ الدروس من الساعة 8:00 صباحا حتى 11:45 صباحا _بالنسبة للمدارس التي تشترك مع مدرسة أخرى في بناية واحدة _ أو تم قسم الطلبة لمجموعة صباحية وأخرى مسائية بسبب عدد الطلاب الكبير... يبدا الدوام المسائي م 12:00 ظهرا حتى 3:45 بعد الظهر ويستمر الدوام 4 ساعات تقريبا أي بمعدل خمسة إلى ستة دروس يوميا ما عدا يومي الجمعة والسبت حيث تعتبر عطل رسمية. ويوجد بين كل درسين استراحة تصل إلى 5 دقائق تقريبا ومدة الدرس الواحد 45 دقيقة يبدأ الدوام الرسمي في نهاية شهر أيلول وينتهي في بداية ايار اما بالنسبة للصفوف في نهاية المراحل (ابتدائية -متوسطة-اعدادية) فينتهي بامتحانات البكلورية التي تكون غالبا في شهر حزيران.

## مرحلة الروضة
افتتحت وزارةُ المعارف العراقية أولَ روضة في العراق عام 1926-1927، وسُمّيتْ «الروضة المركزية»، وأُلحقتْ بمقر دار المعلمات في محلة الحيدرخانة.

## المرحلة الابتدائية
تتكون من ستة صفوف من الصف الأول حتى الصف السادس وتستمر 6 سنين يتم تسجيل الطفل بعمر 6 سنوات إلزاميًا، الدرجات من الصف الأول ابتدائي إلى الرابع ابتدائي لاتزيد عن 10 درجات، أي أن أعلى درجة هي 10، يبدأ الطالب بدراسة نفس المواد من الصف الأول حتى الرابع وهي المواد الأساسية: التربية الإسلامية..اللغة العربية.. العلوم.. الرياضيات، المواد الثانوية: التربية الفنية.. النشيد.. التربية الرياضية.. وأضيف في عام 2013 مادة اللغة الإنكليزية وأصبحت تدرس من الصف الأول الابتدائي وتجرى امتحانات شهرية لكل المواد وعلى كل مادة 10 درجات أي مجموعها 80 درجة وفي شهر يناير تجرى امتحانات نصف السنة وبعدها إجازة اسبوعين ويبدأ بعد نهاية الإجازة الفصل الثاني وفي شهر مايو تجرى امتحانات نهاية السنة وتكون امتحانات نهاية ونصف السنة للصفوف من الأول حتى الثالث امتحانات شفوية وبعدها إجازة حوالي 4 أشهر حتى شهر أكتوبر، أما الصف الرابع فيعتبر انتقالي حيث تزداد المواد إلى 6 مواد تضاف لها مواد (التأريخ والجغرافية والوطنية) مجموعة في كتاب واحد تحت مسمى (الاجتماعيات) وبهذا يكون مجموع الدرجات 70 درجة لان مادة اللغة الإنكليزية غير مشمولة في امتحانات نصف السنة والامتحانات النهائية لكن الفرق هو امتحانات نصف السنة وآخر السنة تكون تحريرية لمادتين اللغة العربية والرياضيات والباقي شفهي، اما في الصف الخامس فيختلف الوضع كثيرا حيث تكون الامتحانات تحريرية في جميع المواد وهناك امتحانات شهرية للمواد جميعا وتكون الدرجة على المادة الواحدة 100 حيث المجموع 800 وتكون جميع الامتحانات تحريرية، أما الصف السادس فهو لايختلف عن الذي قبله لكن بفارق ان السادس امتحانات نهاية السنة تكون وزارية (أي أن أسئلة نهاية السنة تكون من قِبل وزارة التربية) وعلى الطالب أن يحقق معدلًا جيدًا ليتمكن من دخول المرحلة المتوسطة.

## المرحلة المتوسطة
هي بعد المرحلة الابتدائية وتتكون من 3 مراحل (الأول متوسط..الثاني متوسط..الثالث متوسط) وتنقسم إلى 3 فصول كل شهرين فصل ما يميز هذه المرحلة وجود قرار الإعفاء للصفين الأول والثاني، حيث يستطيع الطالب أن لا يمتحن المادة التي أخذ بها فوق 75 في كل من الفصل الأول ونصف السنة ويجب أن لا يقل المعدل الكلي عن 85 (تم إلغاء هذا النظام في 2014 وتمت إعادته في 2022)، في الصف الأول تزداد المواد حيث تنقسم مادة العلوم إلى ثلاث (كيمياء وفيزياء وأحياء) بالإضافة إلى مواد الحاسوب (تم إلغاؤها في 2022) والاجتماعيات واللغة الفرنسية (للمتميزين فقط) وعلى كل مادة 100 درجة حيث يكون المجموع 1400 درجة، أما في الصف الثالث، فقرار الإعفاء لا يشمل طلابه وذلك لكونه مرحلة منتهية وامتحانات نهاية السنة هي امتحانات وزارية، وعلى الطالب أن يحصل على معدل جيد ليتمكن من الاستمرار والدخول للمرحلة الإعدادية.
في عام 2012- 2013 ألغت هيئةُ الرأي في وزارة التربية الإعفاء العام للمرحلتين المتوسطة والاعدادية واعتمد بدله الإعفاء الفردي الا ان هذا القرار لم يجد قبولا في الشارع العراقي فقد رفضه الطلبة وأولياء امورهم وكذلك إدارات المدارس مما أدى إلى إعادة العمل به من قبل وزارة التربية في عام 2013-2014 للمرحلتين المتوسطة والاعدادية.
في العام الدراسي 2015-2016 تم إقرار نظام الكورسات للمراحل غير المنتهية (الأول متوسط والثاني متوسط) بعدما شهد النظام نجاحًا كبيرًا للصف الرابع الاعدادي، حيث تشتمل الدرجة على 40 درجة مقسمة إلى 20 درجة لكل شهر (شهران) و 60 درجة أخرى تجمع مع الدرجة السابقة لها وتسمى «بدرجة نهاية الكورس». كما ألغي في نفس العام نظام الإعفاء. تشمل الدرجة على 50 مقسمة إلى 25 درجة لكل شهر (شهران). و 50 درجة أخرى تجمع مع الدرجة السابقة وتسمى بـ «درجة نهاية الكورس». تم إلغاء نظام الكورسات في العام الدراسي 2022-2023.
حتى عاد نظام الإعفاء العام مرة أخرى في عام 2022-2023 للصفوف غير المنتهية، الصف الأول المتوسط والثاني، والصف الرابع الإعدادي والخامس الإعدادي، وكذلك دُمجت كتب الجغرافيا والتاريخ والوطنية في كتاب واحد يسمى كتاب الاجتماعيات؛ كان هذا القرار شاملاً لجميع المراحل المتوسطة اما بالنسبة لكتب الكيمياء والفيزياء والأحياء فقد دمجت للأول والثاني متوسط فقط وبقيت الكتب ذاتها بدون دمج لمرحلة الثالث متوسط.[بحاجة لمصدر]
لكن في عام 2023-2024 تم إلغاء الدمج وأصبحت الكتب (الكيمياء والفيزياء والأحياء) منفصلة لجميع صفوف المتوسطة (الأول والثاني والثالث متوسط).

## المرحلة الإعدادية

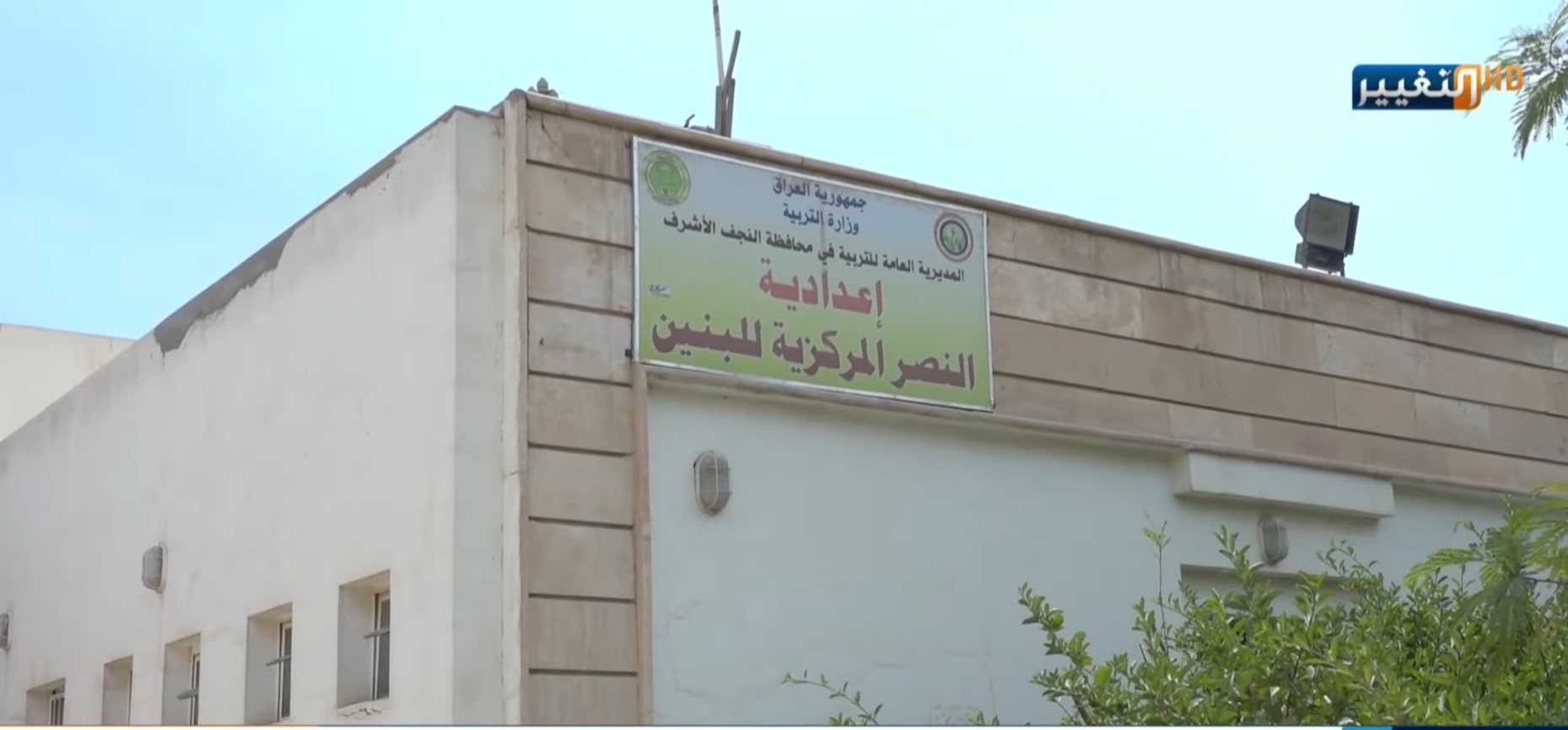
المرحلة الإعدادية 3 سنوات دراسية، العاشرة وتسمى الرابع الإعدادي، والحادية عشرة تسمى الخامس الإعدادي والثانية عشرة تسمى السادس الإعدادي.

تُسمّى هذه المرحلة في مصر والمملكة العربية السعودية «المرحلة الثانوية» تبدا من الصف الرابع الإعدادي وتتكون من 3 صفوف (رابع.. خامس.. سادس.. إعدادي) في الصف الثالث بعد انتهاء المرحلة المتوسطة يختار الطالب اما الدراسة العلمية أو الأدبية ويوجد فرعان في الدراسة العلمية حيث يبدأ الطالب بالتخصص في الصف الخامس إما إلى الدراسة العلمية الأحيائية أو إلى الدراسة العلمية التطبيقية والذي ألغي عام 2022-2023، وتبقى التخصص العلمي من دون تخصصات فرعية. يتليه الصف السادس حيث يعتبر أهم مرحلة في التعليم وأهم مرحلة في عمر الإنسان، حيث يحدد هذا الصف مصير الطالب. في نهاية السنة امتحانات وزارية على الطالب امتحانها والمعدل الذي يحققه فيها يحدد له الكلية التي سيدخلها. فالمتخرج من الدراسة الأدبية يمكنه الالتحاق بكليات ومعاهد التربية والآداب وغيرها والمتخرج من الدراسات العلمية الأحيائية يمكنه الاختيار بين التخصصات الطبية والصيدلة والعلوم والبيطرة، أما الدراسة العلمية التطبيقية فتؤدي إلى كليات الهندسة بأنواعها وبعض كليات العلوم كعلوم الأرض وغيرها والكليات التربوية الأخرى كالتربية أو الشريعة الإسلامية أو قسم الحديث أو حتى التربية الرياضية وغيرها
وفي الصف الرابع توسعت المواد في سنة 2011 وأضحت صعبة على الطالب الضعيف أو المتوسط وأصبحت بعض المواد بها مصطلحات إنكليزية
بالإضافة إلى وجود فروع أخرى يمكن للطالب الدراسة فيها بعد المرحلة المتوسطة وهي التعليم المهني (الصناعي والتجاري) والفرع الزراعي والتمريض والدراسات الإسلامية والتي حققت قبولًا واسعًا من قبل الطلبة في السنوات الأخيرة ونتائج متميزة بالإضافة إلى معهد الفنون الجميلة والتطبيقية. 

## التعليم في فترة ما قبل حرب الخليج عام 1990 ميلادية
يمكن ملاحظة تأثير السياسيات الحكومية على التعليم في تلك الفترة على نسبة المشاركة في منظومة التعليم، التدريب وكذلك التوظيف بالإضافة إلى نسبة الإجور. بسبب هذه السياسيات التوسيعية في التعليم، انتقل العديد من الطبقة الدنيا في الريف والمناطق الحضرية العراقية ليكونو طبقة الوسطى في المناطق الحضرية العراقية وكذلك نسبة منهم أصبحوا من قيادي حزب البعث ومنهم من أحتل مناصب عليا في الحكومة أو القطاع العام والاجتماعي.
تؤكد لنا الدراسات الاجتماعية في ذلك الوقت أن الحكومة ساهمت بقدر كبير في تعميم التعليم على مجمل سكان العراق، فقد إزدادت نسبة المدارس الابتدائية بما يقارب الـ 30%. في الوقت نفسه إزدادت نسبة المشاركات في التعليم من الإناث من 35% لتكون مايقرب 44% من المجموع الإجمالي للطلاب، وإزدادت نسبة المعلمين للمدارس الابتدائية بما يقارب الـ 40% في نفس هذه الفترة. في المرحلة الثانوية من التعليم العراقي، إزدادت نسبة الطالبات بما يقارب 55% وفي المقابل نفسه إزدادت نسبة الطلاب (ذكوراً أو إناثا) بشكل عمومي في هذه المرحلة إلى ما يقارب الـ 46%. العاصمة العراقية بغداد حيث كانت تحوي ما يقارب الـ 29% من مجمل سكان العراق، احتفظت بما يقارب من الـ 26% من مجمل المدارس الابتدائية في أنحاء العراق، بالإضافة إلى 27% من المدارس الابتدائية المخصصة للبنات، وبمامجمله الـ 32% من طلاب الثانوية مقارنة بإجمالي طلاب الثانوية في البلاد.
كان التعليم في العراق مقدمة بنظام مركزي من الحكومة. في أوائل العقد الثمنينات من الألفية الماضية، كان النظام التعليمي في العراق يتكون من مرحلتين
- مرحلة الأولى: تتضمن ستة سنوات لتعليم الابتدائية
- مرحلة ثانية: تتضمن ستة سنوات من شقين للتعليم الإعدادي (3 سنوات) ومن ثم التعليم الثانوي (3 سنوات)

بعد إكمال هذه المرحلتين يحق للطالب الالتحاق في المدارس المهنية أو الالتحاق في إحدى معاهد التكنولوجيا أو الجامعات في العراق.

### المدارس
- المأمونية
- المدرسة المستنصرية
- المدرسة الموفقية
- المدرسة النظامية
- ثانوية المتميزين
- مدرسة محمد امين السويدي

## التعليم في فترة ما بعد غزو العراق عام 2003 ميلادية
تباعاً لفترة ما بعد غزو العراق، سيطرت سلطة الائتلاف الموحدة على عملية تعديل وتحسين نظم التعليم في البلاد. من ضمن هذه التعديلات كانت إلغاء الهوية البعثية من ضمن المنهاهج العراقية، كذلك الزيادة في رواتب المدرسين والمدربين المهمشين في فترة حكم صدام حسين. نظراً لقلة الدعم للتعليم في فترة ماقبل عام 2003، ظهر أن ما يقارب الـ 80% من نسبة المدارس العراقية (15000 مدرسة) بحاجة لإصلاح ودعم للمنشئات الصحية بها كذلك قلة المكتبات والمختبرات العلمية في هذه المدارس ومما خفق به التعليم في العراق في هذه الفترة تزايد الرشوة وعدم وجود كهرباء ولا ماء في المدارس.
تدهور وضع التعليم في العراق ما بعد فترة حرب الخليج الأولى، فقلة نسبة المشاركين في منظومة التعليم، كذلك قلة نسبة الدعم الحكومي لهذا القطاع. ونظراً لتلك الأسباب توجه العديد من الأطفال العراقيين إلى مجال العمل. بعد الإطاحة بالنظام العراقي السابق، أصبح النظام التعليمي في العراق يضم ما يقارب الـ 6 ملايين تلميذ ما بين فترة الحضانة حتى الدرجة الـ 12، بالإضافة إلى ما يقارب الـ 300,000 معلم وإداري. التعليم في العراقي إجباري حتى إكمال المرحلة الابتدائية، بعدها يخير الطلاب لإكمال دراستهم على حسب نتائجهم في الاختيار العام. بالرغم من وجود خيار التعليم المهني في منظومة التعليم العراقية، لكن القليل من الطلاب يختارونه نظراً لرداءة النوعية التعليمية المقدمة فيه.
يفصل النظام التعليم العراقي ما بين الجنسين حتى الدرجة السابعة منه. في عام 2005، نظراً لكثرة العوائق والتي منها الاضطرابات الأمنية، النظام المركزي الحكومي، قلة الاعتمادية على قدرات المدرسين والإداريين، أدت إلى صعوبة تحسين النظام التعليمي العراقي في فترة ما بعد الغزو الأمريكي. كان ما يقارب الـ 240,000 تلميذ في معاهد وجامعات العراقية في فترة ماقبل 2003 ميلادية.

## المشاكل والتحديات، وفقا للظروف الحالية للتعليم في العراق
دراسة استطلاعية تفصيليه لنظام التعليم في العراق التي أجرتها في عام 2010 يشير إلى Geopolicity أنه على الرغم من التحسينات الكبيرة منذ عام 2003، ونظام التعليم يتطلب استثمارات كبيرة للتغلب على ميراث الصراع. ويحدد التقرير سلسلة من التوصيات التي تشمل (أ) الحاجة إلى سياسه تعليم تستند إلى الأدلة (ب) إعادة هيكلة وترشيد وظيفية جديدة حول تفويض أكبر خدمة نموذج التسليم (ج) زيادة في تنمية الموارد البشرية و (د) حسبت تطوير تقديم الخدمات للتركيز الإنفاق العام على حد سواء الأولوية وطويلة الأجل الاحتياجات الهيكلية.
- ورثت مشاكل:-

لا يوجد حاليا على إمدادات كافية من المدارس، ومعظم المدارس تعاني من ظروف سيئة.
• الفجوة من 3590 مدرسة في عام 2003 نتيجة تحولات في ضعفين أو ثلاثة أضعاف في المباني المدرسية
• حوالي 70 ٪ من المدارس تفتقر إلى المياه النظيفة والمراحيض
• حوالي 1000 مدرسة يتم بناؤها من الطين والقش، أو الخيام
• رداءة نوعية المدخلات وتشمل: مختبرات العلوم والمكتبات والمعدات، والمناهج التي عفا عليها الزمن، وعدم تدريب المعلمين، وتغيب الموظفين، وظاهرة انتشار واسعة من الدروس الخصوصية التي تأخذ بعيدا عن النظام العام
• الإدارة المركزية
- الصراع والأمن:-

منذ عام 2003 وسقوط النظام السابق، وزعزعة الاستقرار في الحرب وازدياد وتيره الصراع الطائفي أثر ذلك كله على نظام التعليم.وتضررت بشدة المدارس حيث 2751 مدرسه تتطلب إعادة التأهيل و2400 مدرسه شهدت أعمال نهب وتخريب. واضطرت عدد من المدارس في المناطق الخطرة لإغلاق لفترات طويلة.
كذلك استهدف العاملين في مجال التعليم من خطف وقتل واغتيالات.
كذلك ارتفع معدل التغيب من قبل المدرسين والطلاب، خاصه الفتيات ويرجع ذلك إلى الوضع الأمني الخطر.
- السكان المهجرين:-

منذ تفجير الذي حصل في سامراء في عام 2006، تم تهجير كل من المعلمين والطلاب.
• ~ مشردون 320000 طالبا [200000 داخليا]
• ~ 65 ٪ من المشردين هم من الذكور.
• ~ 20000 معلم مشرد
• أنماط الهجرة الداخلية تختلف، الأمر الذي يضع عبئا على النظام لأنه لا يمكن التعامل مع المطالب المتغيرة
• يقع معظمها تشريد الخارجية في الأردن (حيث يتم استيعاب الطلاب في النظام، مع الرسوم التي تدفعها وزارة التعليم في العراق) وسورية (حيث يواصل الطلبة قدما في نظام التعليم العراقي والاختبارات)، ومصر

## الموارد الحالية المخصصة للتعليم في العراق
منذ مايو 2003، وقد شاركت الوكالات الدولية في دعم التعليم في العراق، ولكن البيانات المجزأة لم يسمح لهذه الأرقام أن تكون متكاملة في الميزانية الحكومية. الأمم المتحدة [~ الولايات المتحدة 80 مليون دولار]، والبنك الدولي  وقد صندوقين التي تذهب لمساعدة العراق على وجه التحديد، في حين أن الوكالة لديها عقود من خلال الموازنة التكميلية الولايات المتحدة للعراق. على الرغم من أن هذه البرامج هي بداية عظيمة، فإنها لا تصل إلى مستوى النحو الذي تقدره الأمم المتحدة أكتوبر 2003 / البنك الدولي دراسة تقييم الاحتياجات، 4.8 مليار دولار.
- المشاريع الحالية الممولة من الصندوق الاستئماني للعراق، وتشمل سبيل المثال لا الحصر ما يلي:-

• توفير الكتب المدرسية مشروع الطوارئ: [40million دولار أمريكي]. منذ مايو 2004، ويهدف المشروع إلى التمويل وتوزيع 69 مليون كتاب مدرسي ل 6 ملايين طالب وطالبة موزعة على كافة المحافظات لعام 2004/05.
• بناء المدارس في حالات الطوارئ مشروع إعادة تأهيل: [60million دولار أمريكي]. منذ أكتوبر 2004، وتهدف المشروع إلى بناء المباني المدرسية وإعادة تأهيل 133 55 مدرسة. إعادة تأهيل 133 مدرسة كاملة، بمتوسط تكلفة من 181 دولار أمريكي لكل طالب، وحيث يستفيد 45000 تلميذ في حين إيجاد3000 وظيفه مستجده في البناء.
• بناء المدارس في حالات الطوارئ على المشروع التكميلي لإعادة التأهيل المنح للمدارس الهور: [6million دولار أمريكي]. منذ أكتوبر 2006، ومنح تمويل إضافي لبناء المدارس في حالات الطوارئ ومشروع إعادة تأهيل لبناء 33 مدرسة جديدة ~ في مناطق الأهوار في العراق. هذا من شأنه أن يذهب إلى المنافع بين 6000 و8000 طفل في تلك المنطقة، وخلق فرص العمل على المدى القريب في قطاع البناء. ويشارك أصحاب المصلحة المحليين (أي المنظمات غير الحكومية).
• المشروع التعليمي الطارئ الثالث [100million دولار أمريكي] : وتعتبر هذه الأموال من وكالة التنمية الدولية [المؤسسة]، وذلك بالتعاون مع البنك الدولي. هذا المشروع هو في التقدم (تحديث يوليو 2008)، ويهدف إلى تطوير البناء المدرسي الوطني وبرنامج الصيانة، وكذلك أنشطة بناء القدرات العرض.
• والتعلم عن بعد عبر القنوات الفضائية المشروع جار مع وكالات الأمم المتحدة لإنتاج برامج للمشردين، ومجموع US5 مليون دولار [ليست جزءا من الصندوق الاستئماني للعراق]

## الإجراءات الحالية
- على الرغم من التحديات اليومية التي لا نهاية لها، لا يزال نظام التعليم في العراق يعمل. وتشمل الإجراءات ولا تقتصر على:-

• إعادة تأهيل 3600 مدرسه
• 120000 معلم جديد
• التركيز على تعليم الفتيات
• إصلاح المناهج
• توفير مصادر التعلم
برامج التعلم عن بعد • للتخلص من أطفال المدارس (أي سوريا)
• إصلاح الهيكل التنظيمي
• زيادة التعاون مع الشركاء الخارجيين

## الاستنتاجات
وفي نهاية المطاف، وفقا للمعلومات أعلاه، يبدو أن هناك تحديات هائلة لمعالجة داخل النظام التعليمي العراقي. كان نظام واضح واحدة من الأفضل في المنطقة في 1980s، ومع الخطوات الصحيحة يمكن أن تصل إلى تلك المستويات مرة أخرى. صراع الدولة في البلد ومع ذلك، يعرض التحدي الرئيسي للحكومة العراقية والمجتمع الدولي في جهود إعادة اعماره. المشاكل الموروثة من النظام السابق، مثل إدارة مركزية فعالة / النظام الإداري، وسوء أحوال المدارس وإمدادات كافية من المدارس، وسوء نوعية المدخلات المدرسة، ونقص المدرسين وتدريب المعلمين ويجب التصدي لها. ويجب أيضا قضايا ما بعد حرب 2003 مثل الأمن والنزوح، غالبا مشتركة في مناطق النزاع، ويمكن التعامل معها. هذه ليست بالمهمة السهلة، ولا أحد يمكن أن يتحقق بين ليلة، ولكن مع مساعدة من المجتمع الدولي وتفاني الشعب العراقي، فمن الممكن.

## وصلات الخارجية
- وزارة التربية العراقية.